# 1998 en littérature
| Années de la littérature : 1995 - 1996 - 1997 - 1998 - 1999 - 2000 - 2001    |
| Décennies de la littérature : 1960 - 1970 - 1980 - 1990 - 2000 - 2010 - 2020 |

Cet article présente les faits marquants de l'année 1998 en littérature.

## Parutions

### Bande dessinée
Tous les albums de BD sorti en 1998
1. Baru, Bonne année, éd. Casterman.

### Biographies
1. Claude Jeancolas, Passion Rimbaud. L'Album d'une vie, éd. Le Seuil, coll. textuel.
2. Pierre Péan, Vies et morts de Jean Moulin, éd. Artheme / Fayard, novembre 1998, 715 p..
3. Irmgard Schiel, Marie-Louise Une Habsbourg pour Napoléon, Éditions Racine, Bruxelles

### Essais
1. Metin Arditi (Suisse), Mon Cher Jean… de la cigale à la fracture sociale, éd. Zoé.
2. Katia Buffetrille et Charles Ramble (dir.), Tibétains, 1959-1999 : 40 ans de colonisation, éd. Autrement.
3. Thérèse Delpech, La Guerre parfaite, éd. Flammarion, essais.
4. Marie-France Hirigoyen (psychiatre et psychanalyste), Le Harcèlement moral, éd. La Découverte & Syros.
5. Bernard-Henri Lévy avec Salman Rushdie, Questions de principe VI.
6. George Orwell, Essais, Articles, Lettres. Volume III (1943-1945), traduit par Anne Krief et Jaime Semprun, Éditions Ivrea en coédition avec les Éditions de l'Encyclopédie des Nuisances.

#### Littérature
1. Yves Bonnefoy, Théâtre et Poésie : Shakespeare et Yeats.
2. Michel Butor, Improvisations sur Balzac, Paris, éditions La Différence.
3. Jean-Marie Gourio, Chut!, éd. Juliard, 177 pages.
4. François Guichardin, Ricordi : conseils et avertissements en matière politique et privée, Éditions Ivrea.
5. Henriette Walter, L'aventure des mots français venus d'ailleurs, éd. Robert Laffont,  (ISBN 978-2-221-08275-1), (Prix Louis Pauwels).
6. Gregorio Morales, El cadáver de Balzac, éd. Epígono-De Cervantes Ediciones, 1998, 192 p.  (ISBN 978-84-89879-12-6) ; la publication de ce livre amorce un nouveau mouvement littéraire en Espagne : l'Esthétique quantique.
7. Roger Grenier, Les Larmes d'Ulysse.
8. Fatou Keïta, Rebelle, éditions Présence africaine.

#### Politique
1. Theodore Kaczynski, La Société industrielle et son avenir, Éditions de l'Encyclopédie des Nuisances.
2. Philippe Nemo (philosophe),  Histoire des idées politiques dans l'Antiquité et au Moyen Âge, éd. P.U.F..
3. Ouvrage collectif : Christine Bruneau, Jean Foyer, Michel Godet, Alain Griotteray, Claude Imbert, Jacques Julliard, Jean-François Kahn, Pierre-Patrick Kaltenbach, Philippe Tesson, Jean-Pierre Thiollet, Françoise Thom, La pensée unique — Le vrai procès, éd. Jean-Marc Chardon et Denis Lensel / Economica.
4. Jérôme Maucourant, Jean-Michel Servet, André Tiran, La modernité de Karl Polanyi, Éditions L'Harmattan, 1998, 416 pages,  (ISBN 978-2738461-711)

#### Politique en France
1. Alliance pour l'opposition à toutes les nuisances, Relevé provisoire de nos griefs contre le despotisme de la vitesse à l'occasion de l'extension des lignes du TGV, Éditions de l'Encyclopédie des Nuisances.
2. Christine Deviers-Joncour, La putain de la République, éd. Calmann-Lévy
3. Michel Pastoureau, Les Emblèmes de la France, éd. Bonneton.
4. Michel Rocard, Les moyens d’en sortir, éd. Le Seuil.
5. Jean-Pierre Thiollet, Le Chevallier à découvert, éd. Laurens.
6. Éric Zemmour, Le Livre noir de la droite, éd. Grasset, 300 pages.

#### Religions
1. Jean-Claude Carrière, Jean Delumeau, Umberto Eco et Jay Gould Stephen, Entretien sur la fin des temps, éd. Fayard, 320 pages.
2. Michael Löwy (sociologue franco-brésilien), La Guerre des dieux. Religion et politique en Amérique latine, éd. du Félin.

#### Histoire
1. Jacques Baynac, Les Secrets de l'affaire Jean Moulin. Archives inédites sur la Résistance. Contexte, causes et circonstances, éd. Le Seuil (novembre).
2. Jean-Claude Damamme, Les soldats de la Grande Armée, éd. Librairie Académique Perrin.
3. Yann Le Bohec, L’armée romaine sous le Haut-Empire, éd. Picard (2e édition), 287 pages.

### Poésie
1. Matilde Camus (espagnole), Fuerza creativa ("Force créative").
2. édition établie par Louis Forestier, Œuvres complètes, correspondance d'Arthur Rimbaud, éd. Robert Laffont, coll. « Bouquins ».
3. Philippe Jaccottet, Observations et autres notes anciennes (1947-1962), Gallimard.
4. Roger Lewinter, qui -dans l'ordre -au rouge du soir -des mots -, Éditions Ivrea.
5. Dejan Stojanović (serbe), Krugovanje: 1978–1987 (Sphères), Deuxième édition, Narodna knjiga, Alfa, Belgrade[1].
6. Alice Becker-Ho, D'Azur au triangle vidé de sable, Le temps qu'il fait.

### Publications
1. Jean-Marie Pelt, Le Jardin de l’âme, éd. Fayard.
2. Jean-Marie Pelt, Plantes et aliments transgéniques, éd. Fayard.
3. Robert M. Pirsig (Américain), Traité du zen et de l'entretien des motocyclettes, éd. Le Seuil. Réédition

### Romans
Tous les romans parus en 1998

#### Auteurs francophones
1. Jean Amila, La Bonne Tisane, éd. Gallimard, octobre, 177 pages.
2. Jean Amila, La Nef des dingues, éd. Gallimard, avril, 190 pages.
3. Dominique Barbéris, L’Heure exquise (deuxième roman), éd. Gallimard. Prix Marianne.
4. Tristan Egolf, Le seigneur des porcheries : Le temps venu de tuer le veau gras et d’armer les justes.
5. Frédéric H. Fajardie : Quadrige, Éditions de la Table Ronde.
6. Michel Falempin, Fiction lente, Éditions Ivrea.
7. Patrick Grainville, Le Tyran éternel, éd. du Seuil.
8. Michel Houellebecq, Les Particules élémentaires.
9. Pierre Louÿs (1870-1925), Trois Filles de leur mère. Douze douzains de dialogues. Manuel de civilité pour les petites filles, éd. La Musardine, coll. Lectures amoureuses. Trois romans érotiques.
10. Jean-Christophe Rufin, Sauver Ispahan, éd. Gallimard.
11. Alain Vigner, Médard, paysan solognot, éd. Bernard Royer.
12. Alain Wegscheider, Mon CV dans ta gueule, éd. Pétrelle.
13. Anne Wiazemsky, Une poignée de gens, Grand prix de l'Académie française.

#### Auteurs traduits
1. Alessandro Baricco (italien), Océan mer (trad. de Oceano mare, 1993)
2. Helen Dunmore (Anglaise) : Un été vénéneux.onde
3. Douglas Kennedy (américain), Cul-de-sac, traduit par Bernard Cohen, éd. Belfond, 291 p.. Piège en Australie.
4. Douglas Kennedy (américain), L'homme qui voulait vivre sa vie, traduit par Bernard Cohen, éd. Belfond, 496 p..
5. Douglas Kennedy (américain), Les désarrois de Ned Allen, traduit par Bernard Cohen, éd. Belfond, 528 p.. Un mdéshumanisé par la cupidité qui pousse ses exclus dans leurs derniers retranchements.
6. Alexandre Soljenitsyne (Russe), Mars dix-sept (tome 3), Fayard.
7. Josef Winkler (Autrichien) : Cimetière des oranges amères, traduit par Éric Dortu, éd. Verdier.
8. Don Winslow (américain), Au plus bas des hautes solitudes, éd. Gallimard.
9. Don Winslow (américain), Mort et Vie de Bobby Z, éd. Belfond.

## Décès
- 25 février : Ángel Caffarena, poète et éditeur espagnol (° 16 octobre 1914).
- 27 avril : Dominique Aury, alias Pauline Réage, écrivaine, traductrice et jury de prix littéraire française (° 23 septembre 1907).
- 11 juin : Georges Emin, poète, essayiste et traducteur arménien (° 30 septembre 1919).
- 6 juillet : Émile Célestin-Mégie, écrivain haïtien (° 16 octobre 1922).
- août : Adolfo Aristeguieta, écrivain vénézuélien.
- 28 octobre : Ted Hughes, poète et écrivain anglais, Poet Laureate (° 17 août 1930).
- 16 novembre : Roger de Lafforest, romancier français (° 11 janvier 1905).
- 27 novembre : Andreï Sergueïev, écrivain russe (° 3 juin 1933).
- 30 décembre : Joan Brossa, poète, auteur dramatique, dessinateur graphique et artiste plasticien catalan (° 19 janvier 1919).
- Date précise inconnue :
  - Marc De Burges, écrivain belge de langue wallonne (° 24 septembre 1922).